# 韋爾斯維爾 (密蘇里州)
韋爾斯維爾（英語：Wellsville）是位於美國密蘇里州蒙哥馬利縣的城市。

## 人口
根據2020年美國人口普查的數據，韋爾斯維爾的面積為3.99平方千米，當中陸地面積為3.98平方千米，而水域面積為0.01平方千米。當地共有人口998人，而人口密度為每平方千米250人。